# Guelfo Del Prete
Guelfo Del Prete (Lucca?, 1873 – Lucca, 25 ottobre 1901) è stato un matematico italiano.

## Biografia
Studiò presso la Scuola Normale Superiore di Pisa e si laureò in matematica. 
Fu professore di matematica nelle scuole di Avellino e di Napoli. 
Autore di testi per il ginnasio, partecipò nel 1901, anno della sua morte prematura, al congresso dell'associazione Mathesis di Livorno.